# ГАЗ-55
ГАЗ-55 — радянська військова санітарна машина, розроблена в 1930-х роках Горьківським автомобільним заводом (ГАЗ) і використовувалася СРСР під час Другої світової війни. Його створили на моделі ГАЗ-АА. Виробництво цієї машини швидкої допомоги тривало до 1946 року.
Один ГАЗ-55 був захоплений підрозділом Люфтваффе.